# Sammie Rhodes
Sammie Rhodes (New Haven, 10 novembre 1983) è un'ex attrice pornografica statunitense.

## Biografia
È entrata nel settore del cinema per adulti nel 2004, a 21 anni.
La Rhodes era un'ottima studentessa alle superiori, ma all'università cambiò tre college, senza mai laurearsi. Ha detto: "Volevo fare la veterinaria, poi l'avvocatessa, poi la psicologa. Ho cambiato un sacco di volte. Avevo grandi progetti per la mia vita, e ora eccomi qui".
La Rhodes ha fatto la modella nel Connecticut, prima di cominciare a intraprendere una carriera di modella di nudo a Boston, che l'ha portata alla pornografia. Si è trasferita in California il 26 maggio 2004 per recitare in film per adulti. I suoi genitori hanno accettato la sua scelta di lavoro, mentre la sorella e il fratello erano contrari.
Bisessuale nella vita privata, dopo aver recitato in scene con gli uomini, si è dedicata esclusivamente a quelle con altre ragazze. Secondo l'IAFD nel 2014 ha concluso la sua carriera.

## Riconoscimenti
- AVN Awards
  - 2008 – Best All-Girl Sex Scene (video) per Babysitters con Alektra Blue, Sophia Santi, Angie Savage e Lexxi Tyler[7]

## Filmografia
- 1 Night in China (2004)
- 18 and in Training (2004)
- 18 and Nasty 40 (2004)
- Angels of Debauchery 3 (2004)
- Barely 18 14 (2004)
- Barely Legal Innocence 2 (2004)
- Big Wet Tits 1 (2004)
- Blow Me Sandwich 5 (2004)
- Catwoman Goes Naked (2004)
- Cherry Bustin' 2 (2004)
- College Invasion 5 (2004)
- Craving Big Cocks 4 (2004)
- Cum Catchers 1 (2004)
- Cumstains 4 (2004)
- Cumstains 5 (2004)
- Finger Licking Good 1 (2004)
- Fuck Me Good 1 (2004)
- Grudge Fuck 2 (2004)
- Hellcats 5 (2004)
- I Cream On Genie 1 (2004)
- Nasty Youngsters 2 (2004)
- Naughty College School Girls 33 (2004)
- Naughty College School Girls 36 (2004)
- North Pole 53 (2004)
- Not Too Young For Cum 1 (2004)
- Photographic Mammaries 3 (2004)
- Specs Appeal 20 (2004)
- Sperm Smiles 1 (2004)
- Sport Fucking 3 (2004)
- Spring Chickens 9 (2004)
- Strip And Give Me 10 (2004)
- Strip Tease Then Fuck 5 (2004)
- Student Sluts For Facials (2004)
- Stuffin' Young Muffins 2 (2004)
- Teen Power 9 (2004)
- Teen Spirit 6 (2004)
- Teen Tryouts Audition 37 (2004)
- That Bitch Ate Our Witch (2004)
- Truly Nice Tits 8: Breast Friends (2004)
- Two Chicks And A Cock (2004)
- Uniform Babes: Conduct Unbecumming (2004)
- Whipped Cream And Honey (2004)
- Who's Your Daddy 5 (2004)
- Young Natural Breasts 6 (2004)
- Young Ripe Mellons 6 (2004)
- All Sex No Talk 2 (2005)
- Anal Princess Diaries 1 (2005)
- Barefoot Confidential 34 (2005)
- Be My Bitch 1 (2005)
- Buttman's Vault of Whores (2005)
- Caught in the Act (2005)
- Cum Buckets 4 (2005)
- Dirty Little Secrets (2005)
- Dirty Movie (2005)
- First Offense 8 (2005)
- Flower's Squirt Shower 1 (2005)
- Frank Wank POV 1 (2005)
- Gag On This (2005)
- Girlvana 1 (2005)
- Hook-ups 10 (2005)
- Hyper Sex (2005)
- Intensitivity 5 (2005)
- Interracial Nice Juggz 1 (2005)
- Intimate Secrets 5 (2005)
- Intoxicated (2005)
- Les Perversions 8 (2005)
- Like Sisters (2005)
- Lil Red Riding Slut (2005)
- Nailed With Cum (2005)
- Nasty Girls (2005)
- Naturally Stacked 1 (2005)
- No Cocks Allowed 1 (2005)
- No Man's Land 40 (2005)
- Panty Party 1 (2005)
- Porn Set Sluts (2005)
- Pussy Party 10 (2005)
- Pussy Party 11 (2005)
- Real Fucking Tits (2005)
- Rub My Muff 4 (2005)
- Sammie Rhodes' Foot Tease (2005)
- Sleepy Seduction 3 (2005)
- Smash Pictures Sampler (2005)
- Squirting 101 5 (2005)
- Supersquirt 2 (2005)
- Teen Riders 2 (2005)
- Trailer Trout 3 (2005)
- Violation Of Hillary Scott (2005)
- Afterhours: Jezebelle Bond (2006)
- American Sorority Sluts (2006)
- Anal Adventures 1: Sorority Sisters (2006)
- Artcore 4: Dreams (2006)
- Barely Legal All Girl Slumber Party 1 (2006)
- Bitches in Training 1 (2006)
- Blow Me 4 (2006)
- Brittney's Lipstick Lesbians (2006)
- Buffy Malibu's Nasty Girls 34 (2006)
- Charlotte Stokely's All Girl Violation (2006)
- Chasey's Lipstick Lesbians (2006)
- Chicks Gone Wild 1 (2006)
- Erotic Secrets (2006)
- Fuck To Pop (2006)
- Gash Bash 2 (2006)
- Girlvana 2 (2006)
- Great Sexpectations (2006)
- Greatest Squirters Ever (2006)
- Her First Lesbian Sex 10 (2006)
- Hot Rod for Sinners (2006)
- House of Anal (2006)
- I Love Big Toys 4 (2006)
- Jesse Factor (2006)
- Jiggly Juggs 2 (2006)
- Knocked Out And Hypnotized 2 (2006)
- Lesbian In Training 1 (2006)
- Memoirs of Mika Tan (2006)
- MILF Attack 2 (2006)
- Miss Strap-On (2006)
- My Dirty Angels 1 (2006)
- Nice Fuckin' Tits (2006)
- No Cocks Allowed 2 (2006)
- No Man's Land 41 (2006)
- Pussy Play 6 (2006)
- Sex Machines 11 (2006)
- Sleeping Around (2006)
- So You Think You Can Fuck (2006)
- Sophia's All Girl Violation (2006)
- Tiffany Loves Girls (2006)
- Violation Of Sierra Sinn (2006)
- Violation of Tory Lane (2006)
- Young Wet Bitches 2 (2006)
- Addicted 3 (2007)
- All Alone 1 (2007)
- All Alone 2 (2007)
- All American Girls (2007)
- All Girl Revue 2 (2007)
- All Girl Revue 3 (2007)
- Babysitters (2007)
- Belladonna: Fetish Fanatic 6 (2007)
- Belladonna's Evil Pink 3 (2007)
- Belladonna's Fucking Girls 5 (2007)
- Blow Me 12 (2007)
- Busty Solos 1 (2007)
- By Appointment Only 4 (2007)
- Carmen and Ava (2007)
- Confessions of the Heart (2007)
- Delilah (2007)
- E for Eva (2007)
- Extreme Asshole Makeover (2007)
- Gash Bash 5 (2007)
- Girl Gangs (2007)
- Girls on Film Solo Edition 1 (2007)
- Go Fuck Myself 2 (2007)
- Her First Lesbian Sex 11 (2007)
- Her First Lesbian Sex 12 (2007)
- I Love Big Toys 6 (2007)
- I Love Sammie (2007)
- Jenna Haze Oil Orgy (2007)
- Lesbian Triangles 4 (2007)
- Lesbians Gone Wild (2007)
- Lucky Lesbians 1 (2007)
- Lucky Lesbians 2 (2007)
- Milk Nymphos 1 (2007)
- Monster Meat 3 (2007)
- No Boys No Toys 1 (2007)
- No Man's Land Girlbang (2007)
- No Man's Land Interracial Edition 10 (2007)
- Pink Paradise 2 (2007)
- Pink Paradise 3 (2007)
- Predator 1 (2007)
- Pussy Foot'n 20 (2007)
- Pussy Party 22 (2007)
- Rendezvous in Malibu (2007)
- Rockin' Roxy (2007)
- Savanna's Been Blackmaled (2007)
- Sex Addicts 3 (2007)
- Sex Machines 14 (2007)
- Sexed Up Superheroines 1 (2007)
- Sexed Up Superheroines 2 (2007)
- Taboo 23 (2007)
- Ties That Bind 1 (2007)
- Tongues and Twats 3 (2007)
- Toys and Strap-Ons (2007)
- Tribade Sorority 1 (2007)
- Video Nasty 1: Jana Cova (2007)
- 10 Dirty Talkin' Masturbators 2 (2008)
- 59 Seconds (2008)
- Anal Acrobats 2 (2008)
- Ashlynn Goes To College 4 (2008)
- Babes Illustrated 17 (2008)
- Barefoot Confidential 53 (2008)
- Barefoot Confidential 57 (2008)
- Before They Were Stars 4 (2008)
- Belladonna's Fucking Girls 6 (2008)
- Belladonna's Odd Jobs 4 (2008)
- Big Rack Attack 5 (2008)
- Bitch and Moan 2 (2008)
- Bitchcraft 2 (2008)
- Bitchcraft 4 (2008)
- Brand New Faces 11 (2008)
- Brand New Faces 13 (2008)
- Brand New Faces 5 (2008)
- Brand New Faces 6 (2008)
- Bree and Kayden (2008)
- Bree's College Daze 1 (2008)
- Busted: Hidden Camera Sex (2008)
- Centerfolds Caught in Action 3 (2008)
- Cock Grinder: Brea Bennett (2008)
- Cougar Club: The Hunt is On (2008)
- Fire in the Hole (II) (2008)
- Girls Girls Girls 1 (2008)
- Her First Lesbian Sex 13 (2008)
- Innocence Destroyed (2008)
- Jana Cova: Lust (2008)
- Kayden Exposed (2008)
- Kick Ass Chicks 50: Nerdy Girls (2008)
- Lesbian Seductions 18 (2008)
- Lesbian Tutors 6 (2008)
- MILF Hookers 1 (2008)
- My Secret Girlfriend (2008)
- No Man's Land Interracial Edition 11 (2008)
- No Man's Land: Girls in Love (2008)
- One Wild And Crazy Night (2008)
- Over Stuffed 7 (2008)
- Pink Panthers (2008)
- Porn Icon: Mark Davis (2008)
- POV Blowjobs 1 (2008)
- Predator 2 (2008)
- Sammie Rhodes: Natural Born Tease (2008)
- Stop Staring (2008)
- Teenage Wasteland 1 (2008)
- This Ain't the Munsters XXX (2008)
- Totally Fucked 2 (2008)
- Video Nasty 3: Stoya (2008)
- We Live Together.com 4 (2008)
- We Live Together.com 5 (2008)
- We Live Together.com 6 (2008)
- What Girls Like (2008)
- Younger the Cherry Sweeter the Berry 1 (2008)
- Age of Consent 2 (2009)
- Alektra Fied (2009)
- All About Eva Angelina 2 (2009)
- All About Me 4 (2009)
- Anal Acrobats 4 (2009)
- Banging Bitches (2009)
- Belladonna's Party of Feet 1 (2009)
- Big Fucking Titties 6 (2009)
- Bitchcraft 6 (2009)
- Brave Businesswomen's Bondage Peril (2009)
- Cat Burglars (2009)
- Dangerous Diva's Naked Prisoners (2009)
- Dreams of Sunrise (2009)
- Fox Holes (2009)
- Freaky Fucking Friday (2009)
- Girls Who Do Girls (2009)
- Her First Lesbian Sex 15 (2009)
- I Kissed a Girl and I Liked It (2009)
- Masters of Reality Porn 4 (2009)
- Operation: Tropical Stormy (2009)
- Pornstarslick (2009)
- Pretty Sloppy 1 (2009)
- Real College Girls: Lesbian Stories 2 (2009)
- Reinvented (2009)
- Self Service 1 (2009)
- Valley of the Dolls (2009)
- Violation Of Kylie Ireland (2009)
- We Live Together.com 11 (2009)
- We Live Together.com 7 (2009)
- We Live Together.com 8 (2009)
- We Live Together.com 9 (2009)
- ATK Petite Amateurs 9 (2010)
- Belladonna's Party of Feet 2 (2010)
- Big Trouble for Costumed Beauties (2010)
- Bitch Banging Bitch 3 (2010)
- Bree and Alexis (2010)
- Charlie's Angel Capri Anderson (2010)
- Cvrbongirl (2010)
- Damn She's a Lesbian (2010)
- Deep Anal Abyss 3 (2010)
- Feet First (2010)
- Flash Photography (2010)
- Girls Banging Girls 5 (2010)
- Her First Lesbian Sex 19 (2010)
- Hot and Mean 1 (2010)
- Let the Tickling Begin (2010)
- Lil' Gaping Lesbians 3 (2010)
- Lust (2010)
- Merry Mummy Holidays (2010)
- MILF Next Door 15 (2010)
- Naporneon Dynamite (2010)
- No Escape for Costumed Girls (2010)
- No Hair Down There (2010)
- Private Movies 51: Future Soccer Mom Sluts (2010)
- Topless Blondes Writhe (2010)
- We Live Together.com 10 (2010)
- We Live Together.com 12 (2010)
- We Live Together.com 13 (2010)
- We Live Together.com 14 (2010)
- We Live Together.com 15 (2010)
- We Live Together.com 16 (2010)
- ATK Galleria 15: My Dirty Blond (2011)
- ATK Socially Active Babes (2011)
- Belladonna: Fetish Fanatic 9 (2011)
- Belladonna: No Warning 6 (2011)
- Boundaries 7 (2011)
- Cum out on Top 5: Molly Cavalli Vs. Sammie Rhodes (2011)
- Dirty Panties (2011)
- Faster (2011)
- Girlfriend for Hire (2011)
- Her First Lesbian Sex 22 (2011)
- KissMe Girl 2: Girls Kissing Girls (2011)
- Lesbian Love (II) (2011)
- Molly's Life 10 (2011)
- Molly's Life 9 (2011)
- Sloppy Girl 4 (2011)
- Superstar Showdown 4: Alexis Texas vs. Sarah Vandella (2011)
- We Live Together.com 17 (2011)
- We Live Together.com 18 (2011)
- We Live Together.com 19 (2011)
- We Live Together.com 20 (2011)
- Belladonna: No Warning 7 (2012)
- Brand New Faces 39 (2012)
- Cal Vista Collection 2 (2012)
- Her First Lesbian Sex 24 (2012)
- Her First Lesbian Sex 26 (2012)
- Lesbian Love 2 (2012)
- Molly's Life 18 (2012)
- Munching Muff (2012)
- Naughty Rich Girls 7 (2012)
- This Ain't The Artist XXX (2012)
- We Live Together.com 21 (2012)
- We Live Together.com 22 (2012)
- We Live Together.com 23 (2012)
- We Live Together.com 24 (2012)
- Women Seeking Women 87 (2012)
- Molly's Life 20 (2013)
- We Live Together.com 25 (2013)
- We Live Together.com 26 (2013)